# Rozhled
Rozhled, früher auch Tolštejn  (deutsch: Tollenstein) ist ein Ortsteil von Jiřetín pod Jedlovou (Georgenthal) im Lausitzer Gebirge in Tschechien.

## Geographie

### Geographische Lage
Der Erholungsort befindet sich in einer Höhe von 470 Metern über HN direkt am Fuße der Burgruine Tolštejn im Böhmischen Niederland.

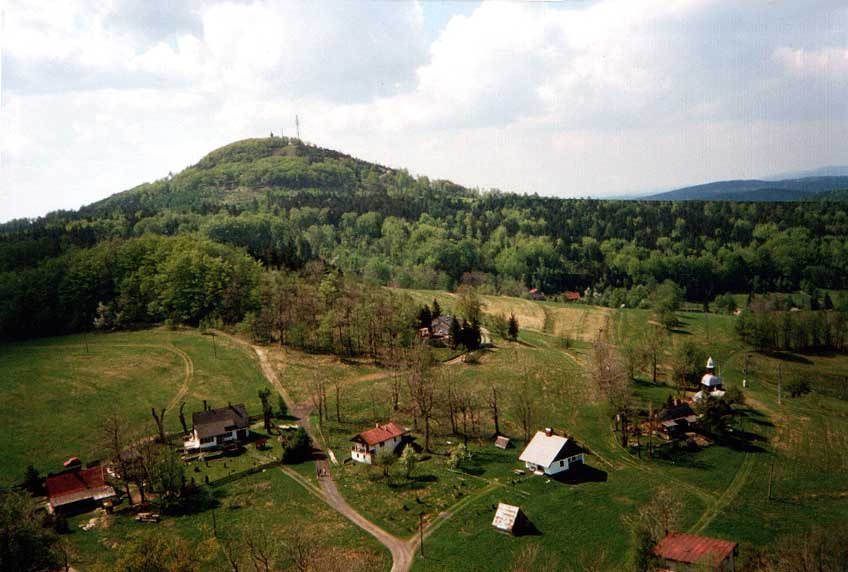
Blick über Rozhled zum Berg Jedlová (Tannenberg)

## Geschichte
1471 wurde die Ansiedlung am Fuße der Burg Tollenstein erstmals als Tollendorf erwähnt. Die Bewohner dienten zum Teil in der Burg, arbeiteten aber auch in  den Glashütten und Bergwerken von St.Georgenthal. Direkt unter der Burg bestand einst ein Meierhof. Dessen Grund und Boden wurde 1571 von Christoph von Schleinitz (Adelsgeschlecht) an neue Siedler verkauft.
Nach der Aifhebung der Grundherrschaften  wurde 1849 Tollenstein zusammen mit dem nahen Innozenzendorf (heute: Lesné) zu einer eigenständigen Gemeinde im Gerichtsbezirk Warnsdorf, zu der ab 1869 auch noch Tannendorf (heute: Jedlová) gehörte.
Nach der Vertreibung der deutschen Einwohner nach dem Zweiten Weltkrieg wurde der entvölkerte Ort 1949 nach Jiřetín pod Jedlovou (St. Georgenthal) eingemeindet. Viele leerstehende Häuser wurden in den nächsten Jahrzehnten abgerissen. Tollenstein erhielt den neuen tschechischen Namen Tolštýn, der später dann nochmals in Rozhled geändert wurde.

### Einwohnerentwicklung

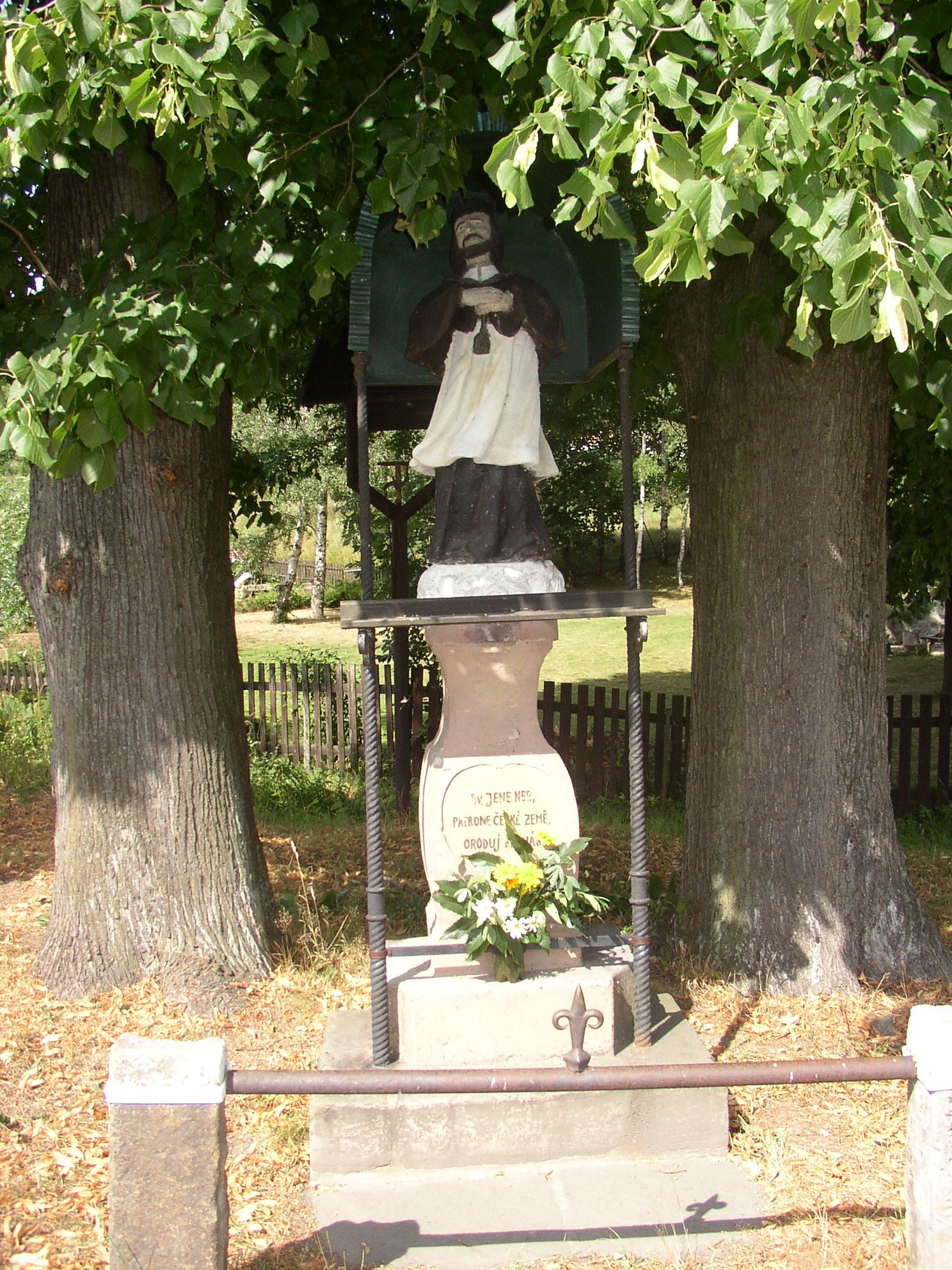
Statue des Hl. Johann Nepomuk

| Jahr  | Einwohner | Häuser |
| ----- | --------- | ------ |
| 1716  | 261       |        |
| 1787  |           | 67     |
| 1831  | 472       | 67     |
| 1843  | 518       | 67     |
| 1850  | 479       | 76     |
| 1869  | 525       | 73     |
| 1880  | 475       | 74     |
| 1890  | 411       | 76     |
| 1900  | 398       | 78     |
| 1910  | 380       | 76     |
| 1921  | 336       | 75     |
| 1930  | 371       | 76     |
| 1950  | 47        | 74     |
| 1961* | 30        |        |
| 1970  | 7         | 3      |
| 1980  | 3         | 3      |
| 1991  | 7         | 2      |
| 1997  | 7         |        |
| 2001  | 7         | 36     |

## Kultur und Sehenswürdigkeiten
Bemerkenswert in Rozhled ist die barocke Statue des Hl. Johann Nepomuk aus dem Jahre 1728, welche an der Straßenkreuzung im unteren Teile des Dorfes steht. Erhalten blieben auch viele der alten Häuser in Umgebindebauweise.
In der Mitte des Dorfes wurden Überreste einer Glashütte gefunden, welche wahrscheinlich aus dem 14. Jahrhundert stammen. Ob diese Reste von dem verschwundenen Glasendorf stammen, konnte jedoch nicht nachgewiesen werden.

## Wirtschaft und Infrastruktur
Ab den 1960er Jahren wurde Rozhled zu einem Erholungsort ausgebaut, am nahen Berg Jedlová (Tannenberg) wurden zwei bis 1200 m lange Ski-Abfahrtspisten eingerichtet. Anstelle des alten Gasthofes entstand das Ferienheim Slovan.